# Koichi Sugiyama
Koichi Sugiyama (すぎやまこういち Sugiyama Kō'ichi; Nagoya, Prefectura de Aichi, 11 de abril de 1931-30 de septiembre de 2021) fue un compositor japonés de música de videojuegos.
Fue, junto con Nobuo Uematsu y Kōji Kondō, uno de los más importantes compositores de bandas sonoras de videojuegos.
Su obra más importante fue la banda sonora de los juegos de la popular saga de RPG Dragon Quest.
Director de orquesta de música académica, estaba considerado el padre de la música de videojuegos, además de inspiración y referencia para otros compositores como Nobuo Uematsu para las bandas sonoras de videojuegos.

## Trayectoria
Koichi Sugiyama es un compositor clásico de bandas sonoras, productor pop, y exlocutor que ha adquirido una enorme popularidad en Japón, en parte debido al éxito de su música para la serie Dragon Quest. Nacido el 11 de abril de 1931 en Taito, Tokio, Sugiyama desarrolló una pasión por la música clásica en una temprana edad gracias a sus padres. Además de aprender a tocar música, compuso una colección de breves piezas durante la secundaria. Creciendo en Japón durante la Segunda Guerra Mundial, Sugiyama fue evacuado de Tokio, pero continuó dedicándose a la música participando en orquestas, bandas de jazz y ballets. Se estrenó en el ballet infantil de larga duración Mr. Lost Caterpillar a la edad de veinte. Aunque inicialmente quiso asistir a la universidad de música, el músico finalmente estudió Psicología educativa en la Universidad de Tokio. Al graduarse en 1954, decidió proseguir su carrera en la radiodifusión en lugar de la música. Sugiyama fue inicialmente empleado en la Radiodifusora cultural de Japón, donde trabajó en su departamento de noticias durante un año, antes de trasladarse a su sector de entretenimiento. A través de esas labores, un joven Sugiyama aprendió mucho sobre la industria televisiva y varias de aquellas relaciones fueron esenciales para su futura trayectoria.
En 1958, Sugiyama entró en Fuji TV como director. Durante los años posteriores, planeó y dirigió algunos de los programas más importantes de la cadena, incluyendo la serie de comedia Adult Cartoons, la música del programa Morinaga Spark Show,  y la emisión especial de espectáculo de variedades New year’s Parlor Tricks Tournament.  Sin embargo, su logro más importante fue como director de The Hit Parade, un influente programa de música en directo que se mantuvo durante once años. El programa condujo al nacimiento de la agencia de talentos Producciones Watanabe en Japón y ayudó a descubrir grupos de rock de la época inspirados en los Beatles tales como los Tigers, los Ventures y los Spiders to millions. Coincidiendo con su trabajo en el programa, el mismo Sugiyama ejerció como productor para posiblemente la más importante de estas bandas, los Tigers; no dudando en reflejar su opinión y hacer cumplir su autoridad, personalmente renombró la banda de The Funnies a The Tigers, reemplazando al vocalista por Kenji Sawada, y además escribió varios de sus primeros sencillos. El nacimiento de tales bandas gracias a The Hit Parade fue finalmente adaptado en 2006, con Taizo Harade representando a Sugiyama. El músico también prestó ocasionalmente su experiencia como compositor dentro de Fuji TV, escribiendo temas musicales para programas incluyendo The Hit Parade.
Después de dejar Fuji TV y trabajar durante tres años como director por cuenta propia, Sugiyama decidió enfocarse en su afición primaria, la composición, en 1968. Continuó produciendo música para una variedad de artistas durante la época de los conjuntos musicales. Escribió canciones tales como “Flower Necklace” y “Romance of the Galaxy” durante la edad dorada de los Tigers. Sus otros éxitos incluyen “The Girl with the Flaxen hair” para los Village Singers, “Fugue of Love” para las Peanuts, y “Someday Someone” para los Jaguars.  Junto con asociados cercanos como Katsuhisa Hattori, Hiroshi Miyagawa y Atsushi Hashimoto, fue admirado como uno de los más grandes productores pop en la era Shōwa. El músico también emergió como uno de los más prolíficos compositores para anuncios, habiendo escrito más de dos mil canciones para marcas tan icónicas como Coca-Coca, Cervecerías Kirin y la Farmacéutica Hisamitsu. Además cumplió peticiones especiales para componer fanfarrias de carreras de caballos para la Asociación de Carreras de Japón, incluyendo aquellos para los hipódromos de Tokio y Nakayama. Además de conservar una reputación como músico clásico, fue encargado para componer “Dances for strings I &II”  en nombre de la Orquesta Sinfónica NHK.
Dado su talento para componer canciones pop, no sorprende que fuera requerido para componer varios temas musicales de anime. Debutando con Skyers 5 en 1968, continuó para plasmar los tonos de Kum Kum, The Return for Ultraman, y Machine Hayabusa durante los años setenta. En un punto de inflexión durante su carrera, continuó combinando exitosamente su talento como compositor orquestal y compositor de canciones pop en la primera adaptación cinematográfica de la serie de superhéroes Science Ninja Team Gatchaman en 1978, y posteriormente grabó la banda sonora para la adaptación original del anime Cyborg 009 con la Orquesta Sinfónica NHK; reflejando sus múltiples facetas, la banda sonora combina la madurez y finura de la música clásica con las ricas melodías emocionales inspiradas por sus experiencias en la música pop. Después de estos proyectos, Sugiyama asumió un papel central en los ochenta en la serie de televisión Space Runaway Ideon y sus spinoffs cinematográficos, mezclando estilos orquestales y contemporáneos. Otros proyectos en los que se implicó incluyen Sea Prince and the Fire Child, The Yearling, y los cortos Daicon. En medio de estos proyectos, Sugiyama también continuó teniendo roles en una amplia variedad de música pop, en publicidad y otras producciones.
Continuando para estar a la altura de los tiempos, Sugiyama hizo su transición para convertirse en un compositor de videojuegos en 1985 en gran parte dejando atrás sus roles en la música pop y en la industria de la animación. Habiéndose convertido en un entusiasta jugador de videojuegos, el compositor envió una postal manuscrita a Enix después de jugar a Kazuro Morita’s Shogi para los tempranos PC. Los desarrolladores quedaron sorprendidos al ser contactados por una celebridad de la talla de Sugiyama y fueron además impresionados por su profundidad de conocimiento y apreciación de juegos. Como resultado, invitaron a Sugiyama para componer la música de una secuela que estaban desarrollando, Wingman 2. Aunque la banda sonora era mucho menos elaborada que sus trabajos en el anime, Sugiyama seguía encantando a los oyentes ofreciendo estilos relajados y melodías muy desarrollados. Como todos sus roles en juegos a partir de ahí, el compositor no estuvo involucrado en la implementación ni en la programación de la música, pero sin embargo modernizó su proceso de composición de manera que las pistas pudieran acomodarse a las especificaciones del sistema. Sugiyama halló el proyecto lo suficientemente gratificante de modo que accedió a componer el próximo proyecto de la compañía, el primer juego de rol japonés emblemático…
En 1986 Dragon Quest fue un éxito rotundo en Japón. El juego ofreció en torno a diez minutos de música de estilo clásico llena de memorables melodías y evoluciones emocionales. Dada su formación en la composición cinematográfica, Sugiyama sabía exactamente como complementar y a veces trascender los gráficos y el guion del juego. Introdujo la banda sonora con “Overture”, una grandiosa composición de fanfarria que ha aparecido en cada Dragon Quest desde su lanzamiento. El juego también ofreció una melodía sobre mundo abierto de temática extensa, una pieza de castillo de influencia barroca, un tema de mazmorra tonalmente ambiguo, pistas de batalla salvajemente disonantes, y un inolvidable tema final. La banda sonora estableció la plantilla de ocho melodías para la partitura de un juego de rol, sirviendo como prototipo para artistas como Nobuo Uematsu. En respuesta al éxito del juego, Sugiyama ofreció una suite sinfónica de 25 minutos y un original popurrí de sonidos basado en la partitura de un disco de lanzamiento; la suite se mantuvo fiel a las piezas originales mientras que las mejoró con orquestaciones más densas y ricas actuaciones del conjunto de cuerdas de Tokio. En un tiempo en que los discos de juegos eran raramente editados, fue inaudito producir una grabación orquestal.
A pesar de su trabajo en las producciones de Dragon Quest, Sugiyama continuó participando en roles más extensos. Reflejó su eclecticismo en las bandas sonoras de Jesus: The Fearful Bio-Monster y su secuela. En contraste a la banda sonora de estilo clásico de los Dragon Quest, estas bandas sonoras estuvieron llenas de baladas enérgicas influenciadas por el rock, temas de amor sentimental y energéticos temas de acción. Por el contrario, adoptó enfoques más oscuros y minimalistas en Angelus: The Devil’s Gospel y Gandhara. Sus otras primeras composiciones incluyen Star Command, Jiro Akagawa’s Ghost Train, Tetris 2 + Bombliss, Backgammon  y varias secuelas para la franquicia Wingman y World Golf. Ninguno de estos títulos vendieron tan bien como Dragon Quest, pero aun así fueron conmemorados en varios lanzamientos de álbum. Mientras que Sugiyama centró casi todo su tiempo en producciones relacionadas con el juego, sin embargo se le pidió que compusiera el largometraje Godzilla tai Biollante en 1989. Aquí, produjo una colección de música original, incluyendo un tema principal aclamado por la crítica, mientras que cuidadosamente se entrecruzan temas familiares de las primeras bandas sonoras de la serie de Akira Ifukube. El músico ganó influencia, en particular, a partir de Ostinato, una recopilación de temas actualizados de la película.
Tras el éxito de Dragon Quest, Sugiyama regresó junto a Yujii Horii y el diseñador Akira Toriyama en los títulos numerados posteriores de la serie. Aseguró que cada banda sonora para las cuatro entregas de la serie NES fuera más extensa y exuberante que la siguiente, basándose en los fundamentos originales mientras tomaba enfoques novedosos. El músico arregló y dirigió nuevas suites para cada entrega: adoptando un enfoque con más sabor pop para Dragon Quest II, grabándolo con la Orquesta Sinfónica NHK  en Dragon Quest III, y, en la cima del éxito de la serie, dirigiendo la Orquesta Filarmónica de Londres para la cuarta entrega. Animado por el éxito crítico y comercial de los discos de Dragon Quest, llevó la serie a lugares en vivo. El primer concierto de música de juego, Dragon Quest Family Classic Concert, se llevó a cabo el 20 de agosto de 1987 en Suntory Hall, Tokio; unió la música del juego con actuaciones clásicas mediante la combinación de las representaciones de las dos primeras suites sinfónicas con una famosa suite de Saint-Säens. Sugiyama siguió produciendo revisiones anuales, siempre en auditorios con entradas agotadas. También supervisó la adaptación de su música en el anime Dragon Quest: Dai’s Great Adventure.
A principios de los 90, Sugiyama tomó un papel central en el desarrollo de la música de juegos en Japón. Continuó produciendo su propia música, explorando enfoques más elaborados en los juegos de Super Nintendo Dragon Quest V, Torneko’s Adventure, y E.V.O.: The Search for Eden. También compuso alegres bandas sonoras para Tomy’s Monopoly y el juego de Square Hanjuku Hero, ambas acompañadas de melodías animadas y vivaces. Sugiyama fue el organizador central de los Conciertos de Juego Orquestal, una serie de cinco conciertos sin precedentes que acontecieron entre 1991 y 1995; los conciertos ofrecieron actuaciones sinfónicas de un amplio grupo de títulos icónicos, incluyendo la serie Dragon Quest. El músico también produjo el lanzamiento del disco Super Mario World, una compilación definitiva de arreglos de jazz, música original y efectos de sonido de los cuatro primeros títulos de Super Mario. Equilibró tales responsabilidades con funciones de asesoramiento en producciones de sus pupilos, concretamente Master of Monster de Hayato Matsuo, Itadaki Street 2 de Kyohei Tsutsumi y los arreglos del disco E.V.O de Motoaki Takenouchi. Incluso prestó su consejo a Nobuo Uematsu en varias partituras de Final Fantasy. En el campo del anime, además dirigió y condujo la música de Hayato Matsuo para Magic Knight Rayearth.
Dos de las bandas sonoras definitorias de Koichi Sugiyama fueron lanzadas en 1995. Shiren the Wanderer combinó la fuerza de melodías espléndidamente elaboradas típicas de la obra del músico con las tonalidades e instrumentos del Japón feudal. La banda sonora y la suite de Dragon Quest VI contaba con un estilo más lujoso y una mayor duración temática que otras entregas en la serie. Habiendo admirado desde hace tiempo los ballets rusos, Sugiyama también produjo un ballet de Dragon Quest aquel año 1995, combinando ejecuciones de las suites con interpretaciones de los Star Dancers Ballet. Las interpretaciones de este ballet han atraído alrededor de 20.000 personas y han recibido críticas brillantes. Habiendo cumplido 65, Sugiyama se retiró en gran parte de la producción de bandas sonoras a partir de entonces. Sin embargo, no podría resistirse a expandir la base de fanes de la serie Dragon Quest con nuevos discos y conciertos a lo largo de los noventa. En el cambio de siglo, Sugiyama continuó componiendo las bandas sonoras para Dragon Quest VII, Torneko’s Great Adventure 2, y Shiren the Wanderer 2. Beneficiándose de las especificaciones técnicas de Nintendo 64 y PlayStation, estas partituras fueron significantemente más largas que sus obras anteriores y utilizó muestras orquestales más convincentes.
En 2004, Sugiyama fue impulsado de nuevo al centro de atención con el lanzamiento de Dragon Quest VIII y la versión de Dragon Quest V para PlayStation 2. El músico pudo finalmente satisfacer su sueño de producir partituras de juego completamente orquestales, ya que estos títulos transmitían grabaciones de sus suites sinfónicas. Estas suites marcaron las primeras grabaciones del compositor con la Orquesta Sinfónica Metropolitana de Tokio. En los años posteriores, pasó a regrabar todas las suites anteriores de la serie con la orquesta. Tales actuaciones han sido célebres por su cristalina calidad de grabación, el virtuosismo de su director Tomoshige Yamamoto, y la finura de la sección de metales. El músico también dirigió la orquesta en habituales conciertos. También produjo adaptaciones de la música de la serie con el cuarteto de cuerdas Metropolitano de Tokio, el quinteto de metales, y el conjunto de viento, los cuales han sido lanzados en discos y representados en concierto. Sugiyama publicó todos estos discos bajo la SUGI Label, un sello discográfico personal que fundó en 2004 con el apoyo de Sony Music Entertainment. A través de la marca, Sugiyama además revisó su trayectoria anterior con discos especiales: un disco orquestal que incluye sus más emblemáticas canciones pop, un disco de quinteto de metal que incluye sus fanfarrias de carreras de caballo, y un disco de cuarteto de cuerda dedicado a una de sus mayores influencias, los Beatles.
Con los años, Sugiyama ha cultivado la discografía de la serie Dragon Quest. Mientras que las partituras originales para juegos normalmente incluían entre 15 y 30 pistas, la gran popularidad de la música de la serie ha permitido a una amplia gama de discos ser financieramente sostenibles. Cada una de las suites sinfónicas clásicas para la serie han sido grabadas varias veces por la Orquesta Sinfónica NHK (1988-1992), la Orquesta Filarmónica de Londres (1991-2000), y la Orquesta Sinfónica Metropolitana de Tokio (2004-2017). Bajo su batuta, el músico perfeccionista mejoró el arreglo, la actuación, y la calidad de grabación en cada ejecución de la suite. Las suites además han sido reeditadas en dos ocasiones, en 2000 y 2009, y también han sido reunidas en dos cajas recopilatorias. Además de las suites sinfónicas, Sugiyama ha supervisado la producción de numerosos discos y libretos de partituras dedicados a arreglos para electone y solo piano, la mayoría de ellos adaptaciones de amigos principiantes de las composiciones originales. Sencillos vocales, discos dramáticos, grabaciones de cámara, y compilaciones también han sido lanzados con motivo de la serie. La magnitud de la discografía de la serie es un sensacional emblema de su inmensa popularidad e influencia en Japón.
Sugiyama está activo en una variedad de diferentes cargos. Ejerce como director del colectivo de músicos Asociación de Compositores y Arreglistas de Japón (JCAA), la sociedad de derechos de autor Sociedad para los Derechos de Autores Japoneses, Compositores y Editores (JASRAC), y la Conferencia de Compositores de Japón. A través de estas organizaciones, ha influido significativamente en las políticas corporativas relacionadas con la producción de música y los derechos de autor. Es un ferviente defensor del fortalecimiento de la ley de derechos de autor y ha tomado medidas contra la piratería en Internet. A pesar de recibir una aclamación generalizada como músico, Sugiyama ha suscitado mucha controversia dentro de Japón y en el extranjero por sus afiliaciones políticas. El compositor ejerce como miembro del consejo de un comité de expertos conservador nacionalista, el Instituto Japonés de Fundamentos Nacionales y ha hecho numerosos comentarios sobre cuestiones nacionales, extranjeras y electorales de Japón. También es un miembro destacado del Comité de Hechos Históricos, un grupo revisionista histórico que niega muchas de las atrocidades de guerra de Japón. En respuesta a una resolución de EE. UU. para pedir al gobierno japonés que se disculpase para consolar a las mujeres antiguas, Sugiyama financió personalmente la notoria asociación de anuncios “The Facts” que apareció en el Washington Post en 2007.
Ahora con 86 años, Koichi Sugiyama todavía sigue fuerte y permanece dedicado al legado de Dragon Quest. Continúa componiendo partituras para las entregas numeradas de la serie, en medio de la supervisión de numerosos remakes y spinoffs. Las últimas entregas de la serie, Dragon Quest IX para DS y Dragon Quest X para Wii, fueron casos retrospectivos que además conservaron el estilo de influencia clásica y las melodías distintivas de la serie. Actualmente se encuentra componiendo la música para la undécima entrega de la serie, Dragon Quest XI: En Busca del Tiempo Transcurrido, que llegará a Japón en julio de 2017. En 2016 se le otorgó un récord guinness por ser el compositor de videojuegos de más edad que todavía sigue en activo. Como el mismo Sugiyama dijo, a pesar de los avances constantes en la tecnología del sonido y la informática, los gustos de la gente no cambian. Sugiyama también dirige varios conciertos de Dragon Quest en Japón cada año, incluyendo los Conciertos Clásicos Familiares anuales, y regularmente publica nuevos discos de suite grabados y arreglados para la serie a través de SUGIlabel. Además recientemente lanzó nuevas grabaciones sobre tres de sus más antiguos trabajos clásicos con la Metropolitana de Tokio, así como una autobiografía. En medio de sus desarrollos musicales y actividades políticas, Sugiyama también encuentra tiempo para la relajación, para disfrutar del backgammon, la fotografía, la construcción de modelos de barcos y la lectura. Gracias a sus sucesivos éxitos en la industria de la comunicación, el pop, el anime y la industria del videojuego, Koichi Sugiyama ha emergido como una de las leyendas musicales de Japón.

## Estilo de su música e inspiración
El estilo de composición de Sugiyama tiene mucha similitud con la música académica europea del siglo XVIII: barroco tardío (1700-1750) y el clásico (1740-1800).Las obras de los compositores Johann Sebastian Bach (1685-1750) y Georg Friedrich Händel (1685-1759) son sus principales modelos de inspiración para componer, junto con las bandas sonoras de cine americano de las primeras décadas del siglo XX.

## Activismo y posiciones políticas
Sugiyama era negacionista de la masacre de Nankín y afirmaba que los hechos relacionados con esta eran de naturaleza “selectiva”. Fue uno de los firmantes de “The Facts”, un anuncio de página completa publicado en The Washington Post, el 14 de junio de 2007, firmado por varios políticos y académicos japoneses en respuesta a la resolución 121 de la Cámara de Representantes de los Estados Unidos, que buscaba una disculpa oficial del Gobierno de Japón por su participación en la utilización de mujeres de consuelo, esclavas sexuales sometidas por soldados japoneses durante la Segunda Guerra Mundial.Sugiyama también fue miembro de la junta directiva del Instituto Japonés de los Fundamentos Nacionales.
En 2012, Sugiyama escribió un editorial en el que decía que pensaba que Japón se encontraba en un estado de “guerra civil entre japoneses y antijaponeses”. Según su posición, los medios japoneses retrataban negativamente ciertos actos de patriotismo, como interpretar el himno o izar la bandera de Japón. Asimismo, pensaba que las demandas del movimiento antinuclear japonés de desmantelar inmediatamente todas las instalaciones de energía nuclear sin ofrecer ninguna solución alternativa afectarían la capacidad del país para defenderse.
En 2015, Sugiyama hizo una aparición en el programa de televisión Hi Izuru Kuni Yori, del canal Sakura, donde se mostró de acuerdo con las opiniones del político japonés Mio Sugita, quien sostenía que no había necesidad de incluir el tema LGBT en las escuelas japonesas, además de descartar cualquier preocupación sobre las altas tasas de suicidio entre esa comunidad. Sugiyama añadió que la proliferación de parejas LGBT era responsable de la baja tasa de natalidad y que esto era un tema importante por discutir. Sugirió, además, que en Japón se empoderaba más a las mujeres que en Corea del Sur. Posteriormente, se retractó de su declaración indicando que las parejas LGBT han existido a lo largo de la historia de la humanidad y se mostró de acuerdo con el uso de fondos públicos para apoyarlas de manera ocasional.

## Obra

### Bandas sonoras de videojuegos
- Dragon Quest (1986)
- Dragon Quest II: Akuryo no Kamigami (1987)
- Dragon Quest III: Soshite Densetsu he (1988)
- JESUS Kyoufu no Bio Monster (1988)
- Backgammon (1990)
- Dragon Quest IV: Michibikareshi Monotachi (1990)
- World Golf III (1990)
- Akagawa Jirouno Yuurei Ressha (1991)(with Yasuhiro Taguchi)
- Shinse E.V.O ~ The Theory of Evolution (1992)
- Hanjyuku Hero: Aah Sekai yo Hanjuku Nare (1992)
- Dragon Quest V: Tenku no Hanayome (1992)
- Tetris 2 (1993)
- Monopoly String Quartet Compositions (1993)
- Torneko no Daibouken: Fushigi no Dungeon (1993)
- Symphonic Suite Dragon Quest: Live Best -Musical Treasure Chest (1994)
- Dragon Quest VI: Maboroshi no Daichi (1995)
- Dragon Quest Monsters (1998)
- Torneko no Daibouken 2 (1999)
- Dragon Quest Monsters 1 & 2 (2000)
- Dragon Quest VII: Eden no Senshitachi (2000)
- Torneko no Daibouken 3: The Last Hope (2000)
- Dragon Quest Monsters 2 (2001)
- Dragon Quest Monsters: Slime Morimori (2003)
- Dragon Quest Monsters: Caravan Hearts (2003)
- Itadaki Street Special (2004)
- Dragon Quest VIII: Sora to Umi to Daichi to Norowareshi Himegimi (2004,2006)
- Dragon Quest IX (2007)
- Dragon Quest X (2012)
- Dragon Quest Builders (2016)
- Dragon Quest XI (2017)

## Bandas sonoras de anime
- Skyers 5 (Tema de apertura) (1967)
- Kum-Kum (Tema de apertura) (1975)
- Machine Hayabusa (OP-ED) (1976)
- Manga Sekai Mukashi Banashi (Serie TV) (1976)
- Kagaku Ninja Tai Gatchaman (Animated Movie) (1979)
- Cyborg 009 (1980)
- Manga Kotowaja Jiten (OP-ED) (1980)
- Space Runaway Ideon (1980)
- Sea Prince and the Fire Child / Syrius no Densetsu (1981)
- THE IDEON BE INVOKED (1982)
- The Yearling (El Despertar) (1983)
- Dragon Quest: Dai no Daibouken (1993)
- Mahô Kishi Rayearth / Magic Knight Rayearth (1994)(1995) (junto con Hayato Matsuo)

## Bandas sonoras de películas
- Jigoku no Mushi (1979)
- Godzilla tai Biollante (1989)